# Rudi Gutendorf
Rudolf "Rudi" Gutendorf, född 30 augusti 1926 i Koblenz i Rheinland-Pfalz, död 13 september 2019 i Neuwied i Rheinland-Pfalz, var en tysk fotbollstränare.
Rudi Gutendorf står med i Guinness Rekordbok som den fotbollstränare med flest internationella uppdrag.

## Tränarkarriär

### Förbundskaptenuppdrag
- Australien
- Bolivia
- Trinidad
- Kina
- Fiji
- Tonga
- Tanzania
- Nepal
- Rwanda

### Uppdrag som klubbtränare
- MSV Duisburg
- VfB Stuttgart
- FC Schalke 04
- Kickers Offenbach
- Tennis Borussia Berlin
- Hamburger SV
- 1860 München